# الدوامة الحلقية

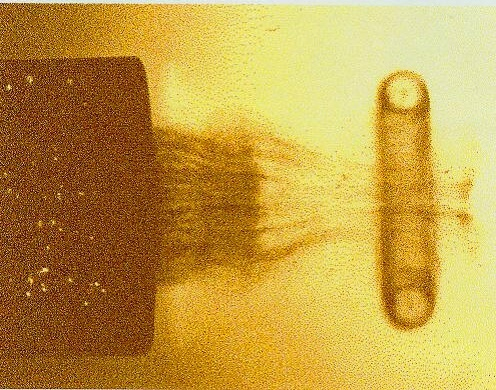
صورة فوتوغرافية لدوامة حلقية نارية تظهر في عادم طائرة.

الدوامة الحلقية هي دوامة على شكل حلقة، تتشكل في المائع سواء كان سائلاً أو غازياً، حيث يدور المائع حول محور مركزي وهمي، مكوناً حلقة مغلقة.
يُسمى التدفق المهيمن في الدوامة الحلقية بالتدفق الحلقي. تتواجد الدوامات الحلقية بوفرة في التدفقات المضطربة للغازات والسوائل، لكنها نادراً ما تُلاحظ ما لم تُبَين حركة المائع بواسطة الجسيمات العالقة، مثل حلقات الدخان التي يكونها المدخنون عمداً أو دون قصد، والدوامات الحلقية النارية أيضاً التي عادة ما يصنعها نافخي النيران.
يُمكن أن تتشكل دوامات حلقية مرئية أيضاً في سحب فطرية الشكل، وفي ظاهرة العصف (تحرك تيار هواء هابط في اتجاه معاكس لاتجاه الإعصار، أي أنه يتحرك من أعلى إلى أسفل حتى يرتطم بالأرض) عند إطلاق أنواع معينة من أسلحة المدفعية.
تميل الدوامة الحلقية للتحرك عادة في اتجاه عمودي على مستوى الحلقة، بحيث تتحرك الحافة الداخلية للحلقة للأمام أسرع من الحافة الخارجية. كما يُمكن أن تنتقل الدوامة الحلقية لمسافات كبيرة نسبياً في مائع ساكن، حامله معها المائع الدوار.

دوامات حلقية داخل سحابة فطرية.

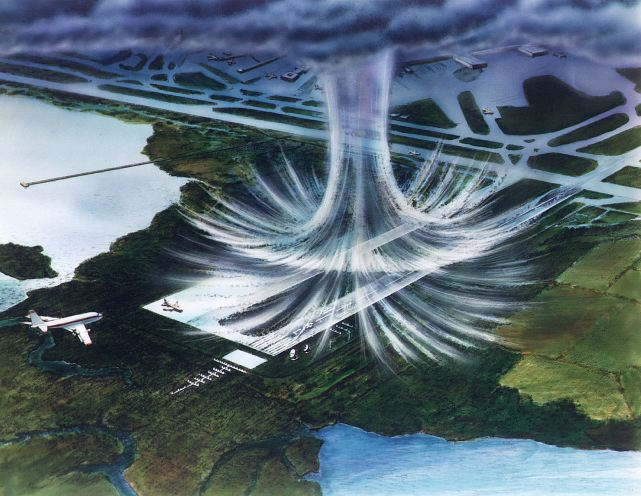
ظاهرة العصف: يتحرك الهواء نحو الأسفل حتى يرتطم بالأرض، ثم يتحرك نحو الخارج في جميع الاتجاهات. تُعتبر حركة الرياح في ظاهرة العصف عكس ما يحدث في الإعصار.

## التركيب

توضيح لتدفق المائع حول دوامة حلقية مثالية.

تتحرك جزيئات المائع في الدوامة الحلقية في مسارات دائرية حول دائرة وهمية عمودية على هذه المسارات، وتكون سرعة المائع، كما في أي دوامة، ثابتة تقريباً فيما عدا بالقرب من المركز، حيث تزداد السرعة الزاوية في اتجاه المركز (لذلك تتبدد معظم الطاقة)، وتتركز معظم الدوامة بالقرب منه.
على عكس حركة أمواج البحر التي تكون واضحة، فإن حلقة الدوامة المتحركة تحمل بالفعل المائع الدوار إلى الأمام. يعمل التدفق الحلقي للدوامة على تخفيف الاحتكاك بين مركز الدوامة والمائع الساكن المحيط به، مثلما يخفف إطار السيارة الاحتكاك بين السيارة والأرض، مما يسمح للمائع بالتحرك لمسافات طويلة مع فقد قليل في الكتلة وطاقة الحركة، وتغير صغير في الحجم أو الشكل. لذلك، تستطيع حلقة الدوامة أن تحمل كتلة أكبر من المائع مع تشتت أقل من التدفق النفاث للمائع، ويوضح ذلك، على سبيل المثال، لماذا تستمر حلقة الدخان بالتحرك لمسافات طويلة بعد توقف وتشتت أي دخان نُفِخ معها.
استُغِلت خصائص الدوامات الحلقية في صناعة بندقية حلقة الدوامة للسيطرة على الشغب، وألعاب الدوامة الحلقية، مثل مدفع الدوامة الهوائية.

## التكوين
أحد الطرق التي يُمكن بها تشكيل دوامة حلقية هي حقن كتلة من مائع (أ) كثيف متحرك بسرعة داخل كتلة من مائع (ب) ساكن (قد يكون نفس المائع). يعمل الاحتكاك اللزج عند السطح الفاصل بين الطبقات الخارجية للمائعين، على خفض سرعة الطبقات الخارجية للمائع (أ) بالنسبة لسرعة مركزه. تنزلق هذه الطبقات، بعد ذلك، حول المائع (أ) وتتجمع في الخلفية، حيث يُعاد إدخالها في أعقاب الجزء الداخلي المتحرك بشكل أسرع. ينتج عن ذلك في النهاية حلقة دوامية في المائع (أ).
تُشاهد ألية تكون الدوامة الحلقية، عادة عندما يُلقى سائل مُلون في كوب من الماء. كما يُشاهد أيضاً بشكل دائم على الحافة الأمامية لتدفق عمودي أو نفاث للمائع عند دخوله إلى كتلة مائع آخر ساكنة، ومثال على ذلك قمة السحب الفطرية التي تتكون على رأس تدفق نفاث، يكون لها نفس الهيكل التكويني للحلقة الدوامية.

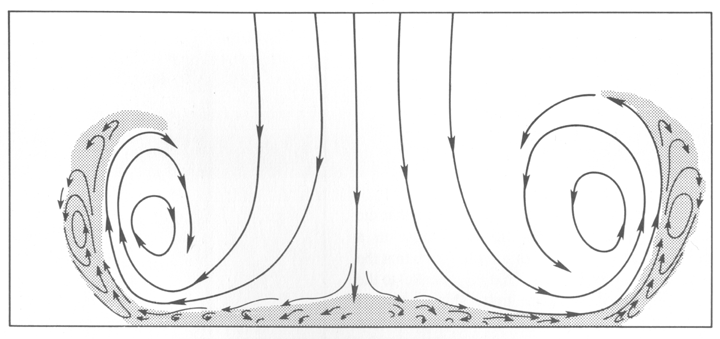
دوامة حلقية في ظاهرة العصف.

يكون هناك ألية تكوين أخرى مختلفة، تحدث عندما يصطدم تيار نفاث من المائع بالأرض، مثلما يحدث في ظاهرة العصف. يكون الدوران الحلقي للدوامة الحلقية في هذه الحالة، ناتج عن الاحتكاك اللزج بين طبقة من المائع تتحرك بسرعة نحو الخارج بالقرب من السطح، وطبقة فوقها تتحرك بشكل أبطئ.
تتكون دوامة الحلقة أيضاً عندما تُدفع كتلة من المائع من حيز مغلق خلال فتحة ضيقة. يتكون التدفق الحلقي في هذه الحالة، وإن كان جزئياً، بالاحتكاك بين الطبقات الخارجية لكتلة المائع المندفعة وحواف الفتحة. ويفسر ذلك كيفية نفث المدخنون لحلقات دخانية من أفواههم، وكيفية عمل معظم ألعاب الحلقة الدوامية.
قد تتشكل الدوامات الحلقية أيضاً في أعقاب جسم صلب يتحرك أو يسقط في مائع بسرعة كافية. كما قد تتشكل أيضاً أمام الأجسام المتحركة في مائع عندما تعكس حركتها بشكل مفاجئ، مثل تكوين حلقات دخانية بهز عود بخور. يُمكن أيضاً أن تتكون حلقة دوامية عند دوران مروحة في مائع، مثلما يحدث في الخلاط.

## أمثلة أخرى

### حالة الدوامة الحلقية في المروحيات

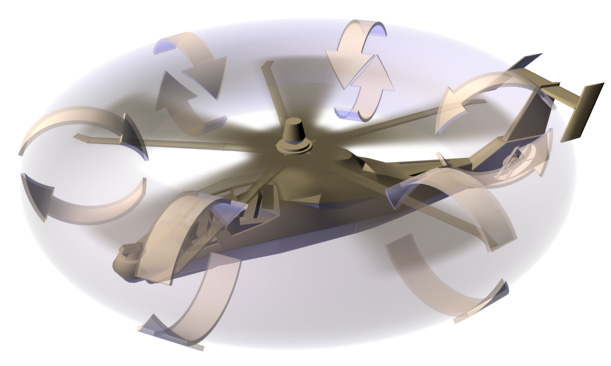
توضح الأسهم المنحنية دوران الهواء حول قرص العمود الدوار للمروحية. المروحية المبينة هي راه-66 كومانشي.

قد تتكون الدوامات الهوائية حول عمود الدوران الرئيسي للمروحية، مسببة حالة خطرة تُعرف بحالة الدوامة الحلقية أو الهبوط بقدرة. يتحرك الهواء في هذه الحالة إلى أسفل نحو العمود، ثم يتحرك للخارج ثم لأعلى، ثم يتحرك للداخل، ثم لأسفل مرة أخرى نحو العمود الدوار.
قد تؤدي عملية إعادة دوران تدفق الهواء هذه إلى فقد كبير في قوة الرفع للمروحية، مما يترتب عليه فقد كارثي في الارتفاع. تتفاقم هذه الحالة عند زيادة قدرة المحرك، حيث يتسبب ذلك في تسارع تيار الهواء الهابط الذي يتحرك خلاله العمود الدوار للمروحية.

### الدوامات الحلقية في القلب البشري
تتكون دوامة حلقية في البُطين الأيسر للقلب البشري أثناء انبساطه، عندما يدخل الدم من الصمام التاجي. لُوحظت هذه العملية لأول مرة في دارسات في المختبر، وأُكدت صحتها بعد ذلك بتحليلات مستندة على رسم الأوعية الملون (بالإنجليزية: color Doppler mapping)‏، وأشعة الرنين المغناطيسي.
أكدت أيضاً بعض الدراسات الحديثة على تشكل دوامة حلقية خلال مرحلة الملء السريع من انبساط القلب، واستنتجت أن عملية تكون الدوامة الحلقية قد تؤثر على حركة الحلقة التاجية.

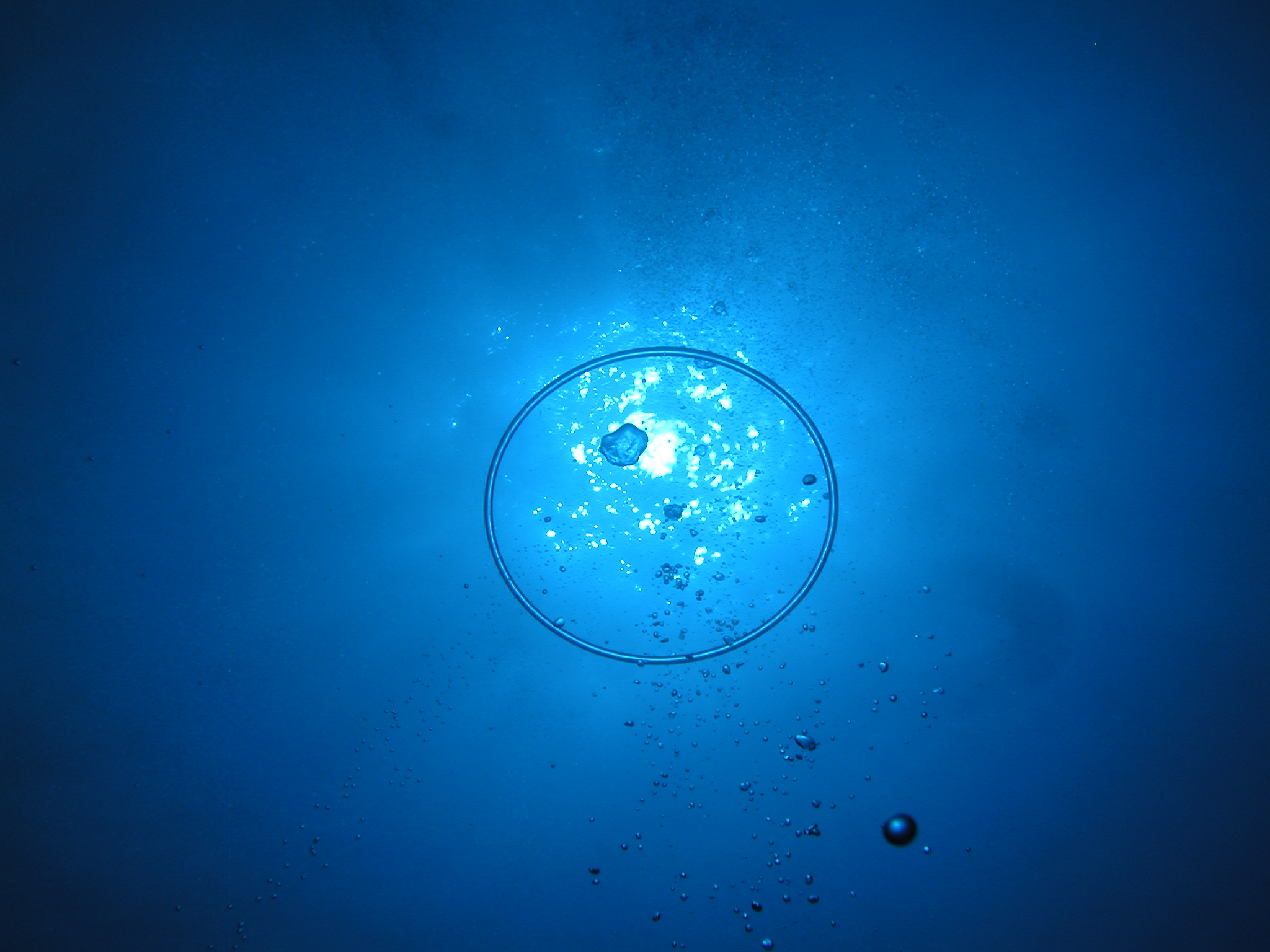
فقاعة حلقية.

### الحلقات الفقاعية
تتشكل حلقات فُقاعية عند إطلاق الهواء تحت الماء، وتكون عبارة عن دوامات حلقية من المياه بداخلها هواء. يصنع هذه الحلقات دائماً الغواصون والدلافين.

## النظرية

### دراسات تاريخية
عُرفت الدوامات الحلقية منذ عرف البشر التدخين، لكن الفهم العلمي لطبيعتها تأخر حتى تطوير نماذج رياضية لديناميكا الموائع، مثل معادلات نافير ستوك. خضعت الدوامات الحلقية للتحليل الرياضي لأول مرة بواسطة الفيزيائي الألماني هيرمان فون هيلمهولتز في بحثه المنشور في عام 1858 عن تكاملات معادلات ديناميكا الموائع، والذي وضح الحركة الدوامية. منذ ذلك الحين، تُدرس بغزارة تشكيل وحركة وتفاعل الدوامات الحلقية.

### دوامات كروية
يُمكن لعدة أغراض اعتبار أن الدوامة الحلقية بداخلها دوامة مركزية تقريباً، ذات مساحة مقطع صغيرة. ومع ذلك، يوجد حل نظري بسيط، يُسمى دوامة هيل الكروية، ويقول أن الدوامة موزعة داخل كرة (بالرغم من ذلك، يبقى التماثل الداخلي لتدفق المائع حلقي الشكل).
هذا التكوين المشابه للكهرومغناطيسية، اقتُرح لتفسير التركيب الداخلي لكرة البرق. استخدم شارنوف، على سبيل المثال، قياس ديناميكا الموائع المغناطيسية لدوامة هيل الميكانيكية المائعية الساكنة، لدراسة حالات اتزان التماثل المحوري لتكوينات ديناميكا المائع المغناطيسية، مخفضاً المعضلة إلى نظرية التدفق الساكن لمائع غير قابل للانضغاط.
اعتبر شارنوف الاتزان العام لتيارات المائع الموزعة، في التماثل المحوري للتدفق، واستنتج بناءاً على نظرية فيريال، أنه في حالة انعدام الجاذبية يُمكن أن يتواجد إتزان محدود فقط في حالة وجود تيار سمتي (بالإنجليزية: azimuthal current)‏.

### عدم الإستقرار
لاحظ ماكسورثي نوعاً من تركيب متماثل شعاعي سمتي عندما تحركت دوامة حلقية بسرعة حرجة، تقع بين حالة التدفق الرقائقي والتدفق المضطرب. أعلن تشان وهوانج لاحقاً، أنه إذا لم تكن الحالة الأولية للدوامة الحلقية دائرية بالكامل، يُمكن أن يحدث نوعاً آخر من عدم الإستقرار.
تخضع الدوامة الحلقية البيضاوية لتذبذب، تتمدد فيه في الاتجاه الرأسي وتنكمش في الاتجاه الأفقي، ثم تمر بحالة متوسطة تكون فيها دائرية الشكل، ثم تغير شكلها في الاتجاه المعاكس (تتمدد في الاتجاه الأفقي وتنكمش في الاتجاه الرأسي)، قبل انعكاس حركتها وعودتها لحالتها الأصلية.

## روابط خارجية
- فيديو لمدفع الدوامة الهوائية
- محاضرة ديناميكا موائع تتناول الحلقات الدوامية.
- شرح لأسباب تكون دومات الدخان الحلقية.
- مولد دوامات حلقية كبير.
- فيديو بعنوان فيزياء صندوق الألعاب: الدوامات، المدافع الهوائية، والسحب الفطرية.
- الموقع الشخصي للأستاذ الجامعي تي تي ليم في جامعة سنغافورة. يحتوي على التصادمات الحلقية وعدد من الصور، وأشياء أخرى.
- أطروحة عن تكوين وتفاعل الدوامات الحلقية.